# Kanat de Kokand
El Kanat de Kokand fou un estat de l'Àsia central que va existir el 1709-1876 en el territori dels actuals Uzbekistan, Tadjikistan i Kirguizstan. Es va establir quan el xaibànida Xahrukh, cap dels Minglar o Miñ uzbecs establí un principal independent a la Vall de Fergana. Hi construí una ciutadella com a capital a la petita vila de Kokand. L'estat comprenia els territoris de Taixkent, Fergana, Kokand i Cimkent, de majoria uzbeka.

## Història
L'estat fou fundat per la nissaga uzbek dels Miñ, amb Xah Rukh o Shah Rukh I (mort el 1694) constructor de la ciutadella de Kokand. Del 1700 al 1710 regnava Umar Khan (1700-1710), i poc se sap dels primers successors, Xahrukh II Bei (1710-1721) i Abd-al Rahman (1721-1739).
Abd al-Karim (1739-1746) era fill del fundador Shahrukh I i va fer construir una altra ciutadella que es va dir més tard Eski Urda. El va succeir el seu nebot Irdana Bi (1746-1774); els dos són esmentats sovint a la història de l'atalik Muhammad Rahim, després kan de Bukharà (? - 1759). Quan el regne dels Calmucs fou aniquilat pels Qing i les fronteres xineses es van estendre cap a la vall de Fergana (Kokand) el 1758, Irdana Bi ers va haver de reconèixer tributari de l'imperi xinès. Irdana no va tardar a entrar en una coalició de prínceps de l'Àsia central oposats als xinesos; la coalició va demanar ajut a l'emir afganès Ahmad Shah Durrani i encara que aquest es va presentar breument al Turquestan el 1763 amb un exèrcit, i va ocupar la regió entre Kokand i Taixkent, combinada amb una expedició del kan des de Kokand contra els qara quirguís l'aliança va tenir pocs efectes, ja que Ahmad Shah, cridat en altres llocs, es va retirar. Nar Buta Beg (1774-1798), net d'Abd al-Karim, restava encara sota sobirania nominal xinesa. Sota aquest kan el suboficial rus Filipp Yefremov, que havia estat fet presoner pels quirguís el 1774 i venut a Bukharà, que va tornar a l'Imperi Rus el 1782, va escriure una relació del viatge i esmenta a Nar Buta dient que era feudatari i aliat de la Xina i que estava en permanent hostilitat amb Bukharà; de la ciutat de Kokand, que va visitar, no esmenta cap monument doncs la principal madrassa, la Mir, fou construïda sota Nar Buta i encara no devia existir quan hi va estar, esmentant en canvi un alt minaret (li atribueix 85 metres) a Margilan i es veia a 50 km.

### Zenit del kanat
Els verdaders fundadors de l'estat (i de la ciutat capital) foren els fills de Nar Buta, Alim Khan (1799-1811?) i Umar Khan (1811?-1822). Alim fou assassinat (el 1809 segons l'historiador centroasiàtic Abd al-Karim Bukhari, però el rus Nalivkin esmenta el 1816 i la probable font primària d'aquest, el Muntakhab al-tawarikh dona en realitat els primers mesos del 1817); Umar Khan hauria construït la mesquita principal (amb madrassa) de Kokand (Madrasa-yi Djami) el 1816 segons confirma el mateix Nalivkin. L'intèrpret rus Filipp Nazarov que va estar al kanat l'hivern de 1813 a 1814 designa el kan amb el nom de Khan Walliami que seria una deformació local de Wali al Niami (Wali Miyani, suggerit inicialment, és un error) i diu que tenia 25 anys, el que ha de correspondre a Umar, ja que Alim era més gran. Abd al-Karim Bukhari diu que aquesta missió de Nazarov es va produir a conseqüència de l'assassinat per un soldat rus de l'enviat de Kokand a Petropavlovks i que això va passar sota Umar i que Alim havia estat mort el 1809 i, per tant, la data del 1809 sembla la més propera a la realitat però tanmateix incorrecte, ja que existeix un document d'Alim datat el juny de 1810. El seu primer document està datat el 1213 de l'hègira, o sigui 1798/1799 però encara no era sobirà, agafant una mica després el títol de kan o d'amir (1799 o 1800). Va conquerir Taixkent el 1809 i en endavant ja fou tant poderós com el seu rival el kan de Bukharà. Umar Khan va conquerir la ciutat de Turkestan amb la part de l'estepa quirguís que en depenia i fou llavors quan el kan va agafar el títol d'amir al-Muslimin. La possessió d'Uran Tübe va causar diverses guerres amb Bukharà. Alim aspirava a desfer-se de la influència de les grans famílies uzbekes i va contractar un exèrcit mercenari amb poblacions muntanyeses del Karatigin, Darwaz i altres regions, per no dependre de les tropes uzbekes que aportaven les tribus o clans. Aquesta lluita va comportar l'enfrontament al mateix temps amb els dervixos i fou acusat d'impietat i tirania (zalim); fou assassinat i el seu germà Umar posat al tron per seguir la política contrària, per la qual cosa és elogiat. Umar fou a més un poeta amb el pseudònim (takhallus) d'Amir. Umar fou el fundador de la ciutat de Shahr-i Khan, a l'oest d'Andidjan, i del canal Shahr-i Khan Say.
A Umar Khan el va succeir el seu fill Madali Muhammad Ali Khan, de 12/14 anys i a la primera part del seu regnat Kokand va arribar a la seva màxima expansió. Karatigin, Darwaz i Kulah, petits estats que pertanyien a Bukharà, es van sotmetre a Kokand; al nord-est es va cobrar impostos als qara quirgís (kazakhs) de la Gran Horda i part dels de l'Horda Mitjana i delegats del kan es van presentar fins i tot en terres de la Gran Horda més enllà de l'Ili; el 1826 va sostenir la revolta de Khodja Djahangir a Kaixgar, que no va tenir cap resultat decisiu però el govern xinès va haver de permetre als delegats del kan de cobrar impostos a les "6 viles" o alti shahr (Aqsu, Ush, Turfan, Kaixgar, Yangishahr, Yarkand i Hotan, o sigui en realitat set). Va construir una madrassa a Kokand que porta el seu nom (Madrassa de Madali) i Taixkent va gaudir de gran prosperitat; les províncies del nord havien quedat des de 1835 sota el govern del beglerbegi de Taixkent i un d'aquestos va construir una gran madrassa (madrassa del Beglerbegi) i un altre (o el mateix) fou el constructor del gran canal de Khan Harik. Mirza Ahmad (1853-1858) va fer grans treballs d'irrigació a la ciutat de Turkestan o Azret a la vall del riu Txu.
Però Madali era cruel i depravat i va causar el descontentament popular. Mir Nasr Allah Bahadur Khan de Bukharà fou convidat a enderrocar al tirà. L'exèrcit de Kokand, minat per algunes desercions, va patir una derrota completa i la capital fou conquerida pels bukharians (1841). Madali va morir en la fugida (1842). El juny de 1842 els bukharians eren expulsats per les forces lleials que van posar al tron a Shir Ali, cosí d'Alim i d'Umar.
El van succeir a la seva mort el 1845, i després d'una revolta, els seus dos fills Muhammad Khudayar Khan (1845-1858) i Malla Beg Khan (1858-1862). Un altre príncep efímer va agafar breument el poder el 1862, retornant tot seguit Khudayar Khan. El 1863 va pujar al tron Muhammad Sultan Khan que el juliol de 1865 era enderrocat per Bil Bahchi Khan que fou expulsat per Sultan Khan al cap de poc, reassolint les regnes per segon cop fins al 1866 quan Khudayar Khan tornava altre cop al poder, aquesta vegada fins al 1875. Aquestos prínceps efímers tenien el suport d'una o altra de les principals cases uzbekes dels kiptxaks o bé dels sartes o sarts (la noblesa indígena d'origen persa). Khudayar era un menor quan fou posat al tron per Musulman Kul, cap dels kiptxaks, expulsant als sarts de les seves cases i, a pagès, impedint l'ús dels canals i obligant a pagar als sarts una suma per l'ús de l'aigua; el 1848 Khudayar ocupava Ura Tübe i feia una torre amb els cranis dels enemics morts; el 1852 va demanar ajut de Bukharà que va ocupar el kanat i es va desfer de Musulman Kul i el va fer matar retornant les terres i propietats als sarts. Els bukharians es van retirar el 1853. El 1858 els kiptxaks van donar suport al seu germà Malla Khan que va tornar a la política contra els sarts que van haver de retornar les terres i propietats. Khudayar va demanar ajut a Bukhara però aquest cop l'atac a Kokand no va tenir èxit. Les lluites internes principalment i algunes d'externes, no van suposar alteracions territorials i el kanat va conservar els límits, però va quedar afeblit, susceptible a la conquesta russa.

### Penetració i conquesta russa
El 1864 els russos que dominaven les terres al nord del kanat, van fer el primer atac a Taixkent, que fou rebutjat pel beglerbegi, però els russos van seguir l'ofensiva; els kokandis van amenaçar la vila de Turkestan ara en mans dels russos però el setembre els russos van infligir una seriosa derrota a Chimkent i van ocupar aquesta ciutat; la victòria els assegurava el domini d'una part important del kanat. Kokand va cedir Taixkent a Bukharà per impedir la seva caiguda en mans russes però abans de poder actuar, els russos la van ocupar i la van annexionar l'agost del 1865. Llavors l'emir de Bukharà, Muzaffar al-Din Bahadur Khan, es va dirigir a Kokand i va ocupar aquesta ciutat i la de Khudjand i va posar altre cop al tron a Khudayar Khan al que va obligar a reconèixer la sobirania bukhariana. El 1866 en el curs d'operacions contra Kokand i Bukhara, el general Romanovski va remuntar el Sirdarià i va crear una falca entre els dos kanats. Ocupada Khudjand o Khodjend, el kan Khudayar va acceptar esdevenir vassall del tsar i pagar una indemnització.
Tots i les desgràcies l'economia local era prospera mercès a una forta indústria tèxtil, als tapissos i a altres objectes artesans. A Kokand hi vivien 80.000 habitants el 1867, i hi havia 15 madrasses i centenars de mesquites. Encara en aquests temps es van construir el palau (urda) del kan i les madrasses d'Hakim Ayin (del nom de la mare del kan) i Sultan Murad Beg (del nom del germà del kan).
El 1875 alguns fets van aconsellar al russos posar fi al kanat: un parent de Khudayr Khan, de nom Pulad Khan, es va revoltar, i les regions que havien estat del kanat i havien passat als russos sota administració directa (Khudjand i Kuraminsk) es van unir a la rebel·lió. Els russos van envair el kanat i el general Mikhail Skobelev va ocupar la capital. Nasir al-Din Khan, fill i proclamat successor de Khudayr Khan, fou col·locat al tron (desembre de 1875) i va signar el tractat de Marghilan que cedia a Rússia tot el territori a la dreta del riu Sirdarià. A la part oriental del kanat, el rebel Pulad i els seus seguidors continuaven la resistència i com els caps religiosos aixecaven a la població contra el kan, aquest va demanar ajut, o finalment els russos sota el general Kaufman van ocupar tot el territori i van declarar deposada a la dinastia Miñ (19 de febrer de 1876). El darrer kan va poder anar a viure tranquil, com volia, a Orenburg, amb una pensió.
El kanat va passar sota administració directa russa dins del govern general del Turquestan Rus, especialment important, ja que tenia frontera amb Kashgària (Turquestan Xinès) aleshores sota control de Muhammad Yakub Beg que era un khokandi i havia combatut contra els russos en la batalla d'Ak Masdjid (Khizilordà) al curs mitja del Sirdarià el 1853 i, per tant, era hostil a Rússia. El territori del kanat va formar un óblast (regió) amb el nom antic de Fergana. El 1898 es va crear el wedz (districte) de Kokand dins l'oblast de Fergana. El 1911 la ciutat tenia només 11.636 habitants i el governador tenia seu a Nova Marghilan (després el 1907 Skobelev i més tard Fergana quan Kokand va recuperar el seu nom el 1920).

## Bandera

Bandera de Kokand durant la guerra civil russa

Una de les banderes antigues usada durant el kanat de Kokand

La bandera del kanat no és coneguda. Es diu que era vermella però segurament portava inscripcions i algun símbol. La bandera vermella sobre blau fou usada a Fergana durant la Revolució Russa, però no correspon a l'antiga del kanat.

## Llista de kans de Kokand
- 1694 - .... Rustam Haji Sultan
- .... - .... Aixur Quli Khan
- 1710 - 1721 Xah Rukh II
- 1721 - 1736 Rahim Beg 
  - 1721 - 1739 Abd al-Rahman Batir d'Isfara
- 1736 - 1746 Abd al-Karim Khan
- 1746 - 1770 Erdeni Beg (Irdana Biy)
- 1770 Sulayman Beg
- 1771 Xah Rukh III
- 1770 - 1799 Narbuta Beg (d'Isfara, adquireix Kokand per matrimoni)
- 1799 o 1800 - 1811 o 1812 Alim Khan
- 1811 o 1812 - 1822 Muhammad Umar Khan
- 1822 - 1842 Madali Khan (Muhammad Ali Khan)
- 1842 - 1845 Xir Ali Khan
- 1845 Murad Beg Khan
- 1845 - 1858 Muhammad Khudayar Khan
- 1858 - 1861 Muhammad Malla Khan
- 1861 Xah Murad Khan
- 1861 - 1863 Muhammad Khudayar Khan (2a)
- 1863 - 1865 Muhammad Sultan Khan
- 1865 - 1866 Muhammad Sultan Khan (2a)
- 1866 - 22 de juliol de 1875 Muhammad Khudayar Khan (3a)
- Juliol a desembre de 1875 Nasrudin Khan (Nasir al-Din Khan)
- Desembre de 1875 a 3 de febrer de 1876 Muhammad Pulad Beg Khan
- 4 de febrer de 1876 - 19 de febrer 1876 Nasir ad-Din Khan (2a)
- 2 de març de 1876, annexió a Rússia

### Genealogia
|  |  |                     |                     |                     |                     |                     |                     | Yadigar Khoja |           |               |               |               |               |               |               |  |  |            |            |             |             |             |             |             |             |                  |                  |                  |                  |                    |                    |                    |                    |                    |                    |  |  |                              |                              |                              |                              |                              |                              |                 |                 |                        |                        |                        |                        |                        |                        |               |               |                      |                      |                      |                      |                      |                      |  |  |  |  |  |  |  |  |  |  |  |  |  |  |  |  |  |  |  |  |  |  |  |  |  |  |  |  |  |  |  |  |  |  |  |  |  |  |  |  |  |  |  |  |  |  |
|  |  |                     |                     |                     |                     |                     |                     |               |           |               |               |               |               |               |               |  |  |            |            |             |             |             |             |             |             |                  |                  |                  |                  |                    |                    |                    |                    |                    |                    |  |  |                              |                              |                              |                              |                              |                              |                 |                 |                        |                        |                        |                        |                        |                        |               |               |                      |                      |                      |                      |                      |                      |  |  |  |  |  |  |  |  |  |  |  |  |  |  |  |  |  |  |  |  |  |  |  |  |  |  |  |  |  |  |  |  |  |  |  |  |  |  |  |  |  |  |  |  |  |  |
|  |  |                     |                     |                     |                     |                     |                     | Filla         | Filla     | Filla         | Filla         | Filla         | Filla         |               |               |  |  |            |            | Xah Rukh II | Xah Rukh II | Xah Rukh II | Xah Rukh II | Xah Rukh II | Xah Rukh II |                  |                  |                  |                  |                    |                    |                    |                    |                    |                    |  |  |                              |                              |                              |                              |                              |                              |                 |                 |                        |                        |                        |                        |                        |                        |               |               |                      |                      |                      |                      |                      |                      |  |  |  |  |  |  |  |  |  |  |  |  |  |  |  |  |  |  |  |  |  |  |  |  |  |  |  |  |  |  |  |  |  |  |  |  |  |  |  |  |  |  |  |  |  |  |
|  |  |                     |                     |                     |                     |                     |                     | Filla         | Filla     | Filla         | Filla         | Filla         | Filla         |               |               |  |  |            |            | Xah Rukh II | Xah Rukh II | Xah Rukh II | Xah Rukh II | Xah Rukh II | Xah Rukh II |                  |                  |                  |                  |                    |                    |                    |                    |                    |                    |  |  |                              |                              |                              |                              |                              |                              |                 |                 |                        |                        |                        |                        |                        |                        |               |               |                      |                      |                      |                      |                      |                      |  |  |  |  |  |  |  |  |  |  |  |  |  |  |  |  |  |  |  |  |  |  |  |  |  |  |  |  |  |  |  |  |  |  |  |  |  |  |  |  |  |  |  |  |  |  |
|  |  |                     |                     |                     |                     |                     |                     |               |           |               |               |               |               |               |               |  |  |            |            |             |             |             |             |             |             |                  |                  |                  |                  |                    |                    |                    |                    |                    |                    |  |  |                              |                              |                              |                              |                              |                              |                 |                 |                        |                        |                        |                        |                        |                        |               |               |                      |                      |                      |                      |                      |                      |  |  |  |  |  |  |  |  |  |  |  |  |  |  |  |  |  |  |  |  |  |  |  |  |  |  |  |  |  |  |  |  |  |  |  |  |  |  |  |  |  |  |  |  |  |  |
|  |  |                     |                     |                     |                     |                     |                     |               |           |               |               |               |               |               |               |  |  |            |            |             |             |             |             |             |             |                  |                  |                  |                  |                    |                    |                    |                    |                    |                    |  |  |                              |                              |                              |                              |                              |                              |                 |                 |                        |                        |                        |                        |                        |                        |               |               |                      |                      |                      |                      |                      |                      |  |  |  |  |  |  |  |  |  |  |  |  |  |  |  |  |  |  |  |  |  |  |  |  |  |  |  |  |  |  |  |  |  |  |  |  |  |  |  |  |  |  |  |  |  |  |
|  |  |                     |                     |                     |                     | Rahim Beg           | Rahim Beg           | Rahim Beg     | Rahim Beg | Rahim Beg     | Rahim Beg     |               |               |               |               |  |  |            |            |             |             |             |             |             |             | Ab al-Karim Khan | Ab al-Karim Khan | Ab al-Karim Khan | Ab al-Karim Khan | Ab al-Karim Khan   | Ab al-Karim Khan   |                    |                    |                    |                    |  |  | Abd al-Rahman Batir d'Isfara | Abd al-Rahman Batir d'Isfara | Abd al-Rahman Batir d'Isfara | Abd al-Rahman Batir d'Isfara | Abd al-Rahman Batir d'Isfara | Abd al-Rahman Batir d'Isfara |                 |                 |                        |                        |                        |                        |                        |                        |               |               |                      |                      |                      |                      |                      |                      |  |  |  |  |  |  |  |  |  |  |  |  |  |  |  |  |  |  |  |  |  |  |  |  |  |  |  |  |  |  |  |  |  |  |  |  |  |  |  |  |  |  |  |  |  |  |
|  |  |                     |                     |                     |                     | Rahim Beg           | Rahim Beg           | Rahim Beg     | Rahim Beg | Rahim Beg     | Rahim Beg     |               |               |               |               |  |  |            |            |             |             |             |             |             |             | Ab al-Karim Khan | Ab al-Karim Khan | Ab al-Karim Khan | Ab al-Karim Khan | Ab al-Karim Khan   | Ab al-Karim Khan   |                    |                    |                    |                    |  |  | Abd al-Rahman Batir d'Isfara | Abd al-Rahman Batir d'Isfara | Abd al-Rahman Batir d'Isfara | Abd al-Rahman Batir d'Isfara | Abd al-Rahman Batir d'Isfara | Abd al-Rahman Batir d'Isfara |                 |                 |                        |                        |                        |                        |                        |                        |               |               |                      |                      |                      |                      |                      |                      |  |  |  |  |  |  |  |  |  |  |  |  |  |  |  |  |  |  |  |  |  |  |  |  |  |  |  |  |  |  |  |  |  |  |  |  |  |  |  |  |  |  |  |  |  |  |
|  |  |                     |                     |                     |                     |                     |                     |               |           |               |               |               |               |               |               |  |  |            |            |             |             |             |             |             |             |                  |                  |                  |                  |                    |                    |                    |                    |                    |                    |  |  |                              |                              |                              |                              |                              |                              |                 |                 |                        |                        |                        |                        |                        |                        |               |               |                      |                      |                      |                      |                      |                      |  |  |  |  |  |  |  |  |  |  |  |  |  |  |  |  |  |  |  |  |  |  |  |  |  |  |  |  |  |  |  |  |  |  |  |  |  |  |  |  |  |  |  |  |  |  |
|  |  | Sulayman Beg        | Sulayman Beg        | Sulayman Beg        | Sulayman Beg        | Sulayman Beg        | Sulayman Beg        |               |           | Shah Rukh III | Shah Rukh III | Shah Rukh III | Shah Rukh III | Shah Rukh III | Shah Rukh III |  |  | Erdeni Beg | Erdeni Beg | Erdeni Beg  | Erdeni Beg  | Erdeni Beg  | Erdeni Beg  |             |             | Filla            | Filla            | Filla            | Filla            | Filla              | Filla              |                    |                    |                    |                    |  |  | Ibn Abd al-Rahman d'Isfara   | Ibn Abd al-Rahman d'Isfara   | Ibn Abd al-Rahman d'Isfara   | Ibn Abd al-Rahman d'Isfara   | Ibn Abd al-Rahman d'Isfara   | Ibn Abd al-Rahman d'Isfara   |                 |                 |                        |                        |                        |                        |                        |                        |               |               |                      |                      |                      |                      |                      |                      |  |  |  |  |  |  |  |  |  |  |  |  |  |  |  |  |  |  |  |  |  |  |  |  |  |  |  |  |  |  |  |  |  |  |  |  |  |  |  |  |  |  |  |  |  |  |
|  |  | Sulayman Beg        | Sulayman Beg        | Sulayman Beg        | Sulayman Beg        | Sulayman Beg        | Sulayman Beg        |               |           | Shah Rukh III | Shah Rukh III | Shah Rukh III | Shah Rukh III | Shah Rukh III | Shah Rukh III |  |  | Erdeni Beg | Erdeni Beg | Erdeni Beg  | Erdeni Beg  | Erdeni Beg  | Erdeni Beg  |             |             | Filla            | Filla            | Filla            | Filla            | Filla              | Filla              |                    |                    |                    |                    |  |  | Ibn Abd al-Rahman d'Isfara   | Ibn Abd al-Rahman d'Isfara   | Ibn Abd al-Rahman d'Isfara   | Ibn Abd al-Rahman d'Isfara   | Ibn Abd al-Rahman d'Isfara   | Ibn Abd al-Rahman d'Isfara   |                 |                 |                        |                        |                        |                        |                        |                        |               |               |                      |                      |                      |                      |                      |                      |  |  |  |  |  |  |  |  |  |  |  |  |  |  |  |  |  |  |  |  |  |  |  |  |  |  |  |  |  |  |  |  |  |  |  |  |  |  |  |  |  |  |  |  |  |  |
|  |  |                     |                     |                     |                     |                     |                     |               |           |               |               |               |               |               |               |  |  |            |            |             |             |             |             |             |             |                  |                  |                  |                  |                    |                    |                    |                    |                    |                    |  |  |                              |                              |                              |                              |                              |                              |                 |                 |                        |                        |                        |                        |                        |                        |               |               |                      |                      |                      |                      |                      |                      |  |  |  |  |  |  |  |  |  |  |  |  |  |  |  |  |  |  |  |  |  |  |  |  |  |  |  |  |  |  |  |  |  |  |  |  |  |  |  |  |  |  |  |  |  |  |
|  |  |                     |                     |                     |                     |                     |                     |               |           |               |               |               |               |               |               |  |  |            |            |             |             |             |             |             |             |                  |                  |                  |                  |                    |                    |                    |                    |                    |                    |  |  |                              |                              |                              |                              |                              |                              |                 |                 |                        |                        |                        |                        |                        |                        |               |               |                      |                      |                      |                      |                      |                      |  |  |  |  |  |  |  |  |  |  |  |  |  |  |  |  |  |  |  |  |  |  |  |  |  |  |  |  |  |  |  |  |  |  |  |  |  |  |  |  |  |  |  |  |  |  |
|  |  | Narbuta Beg         | Narbuta Beg         | Narbuta Beg         | Narbuta Beg         | Narbuta Beg         | Narbuta Beg         |               |           |               |               |               |               |               |               |  |  |            |            |             |             |             |             |             |             |                  |                  |                  |                  |                    |                    |                    |                    |                    |                    |  |  |                              |                              |                              |                              |                              |                              |                 |                 |                        |                        |                        |                        | Haji Beg               | Haji Beg               | Haji Beg      | Haji Beg      | Haji Beg             | Haji Beg             |                      |                      |                      |                      |  |  |  |  |  |  |  |  |  |  |  |  |  |  |  |  |  |  |  |  |  |  |  |  |  |  |  |  |  |  |  |  |  |  |  |  |  |  |  |  |  |  |  |  |  |  |
|  |  | Narbuta Beg         | Narbuta Beg         | Narbuta Beg         | Narbuta Beg         | Narbuta Beg         | Narbuta Beg         |               |           |               |               |               |               |               |               |  |  |            |            |             |             |             |             |             |             |                  |                  |                  |                  |                    |                    |                    |                    |                    |                    |  |  |                              |                              |                              |                              |                              |                              |                 |                 |                        |                        |                        |                        | Haji Beg               | Haji Beg               | Haji Beg      | Haji Beg      | Haji Beg             | Haji Beg             |                      |                      |                      |                      |  |  |  |  |  |  |  |  |  |  |  |  |  |  |  |  |  |  |  |  |  |  |  |  |  |  |  |  |  |  |  |  |  |  |  |  |  |  |  |  |  |  |  |  |  |  |
|  |  |                     |                     |                     |                     |                     |                     |               |           |               |               |               |               |               |               |  |  |            |            |             |             |             |             |             |             |                  |                  |                  |                  |                    |                    |                    |                    |                    |                    |  |  |                              |                              |                              |                              |                              |                              |                 |                 |                        |                        |                        |                        |                        |                        |               |               |                      |                      |                      |                      |                      |                      |  |  |  |  |  |  |  |  |  |  |  |  |  |  |  |  |  |  |  |  |  |  |  |  |  |  |  |  |  |  |  |  |  |  |  |  |  |  |  |  |  |  |  |  |  |  |
|  |  | Alim Khan           | Alim Khan           | Alim Khan           | Alim Khan           | Alim Khan           | Alim Khan           |               |           |               |               |               |               |               |               |  |  |            |            |             |             |             |             |             |             |                  |                  |                  |                  | Muhammad Umar Khan | Muhammad Umar Khan | Muhammad Umar Khan | Muhammad Umar Khan | Muhammad Umar Khan | Muhammad Umar Khan |  |  |                              |                              | Shah Rukh Mirza              | Shah Rukh Mirza              | Shah Rukh Mirza              | Shah Rukh Mirza              | Shah Rukh Mirza | Shah Rukh Mirza |                        |                        |                        |                        | Shir Ali Khan          | Shir Ali Khan          | Shir Ali Khan | Shir Ali Khan | Shir Ali Khan        | Shir Ali Khan        |                      |                      |                      |                      |  |  |  |  |  |  |  |  |  |  |  |  |  |  |  |  |  |  |  |  |  |  |  |  |  |  |  |  |  |  |  |  |  |  |  |  |  |  |  |  |  |  |  |  |  |  |
|  |  | Alim Khan           | Alim Khan           | Alim Khan           | Alim Khan           | Alim Khan           | Alim Khan           |               |           |               |               |               |               |               |               |  |  |            |            |             |             |             |             |             |             |                  |                  |                  |                  | Muhammad Umar Khan | Muhammad Umar Khan | Muhammad Umar Khan | Muhammad Umar Khan | Muhammad Umar Khan | Muhammad Umar Khan |  |  |                              |                              | Shah Rukh Mirza              | Shah Rukh Mirza              | Shah Rukh Mirza              | Shah Rukh Mirza              | Shah Rukh Mirza | Shah Rukh Mirza |                        |                        |                        |                        | Shir Ali Khan          | Shir Ali Khan          | Shir Ali Khan | Shir Ali Khan | Shir Ali Khan        | Shir Ali Khan        |                      |                      |                      |                      |  |  |  |  |  |  |  |  |  |  |  |  |  |  |  |  |  |  |  |  |  |  |  |  |  |  |  |  |  |  |  |  |  |  |  |  |  |  |  |  |  |  |  |  |  |  |
|  |  |                     |                     |                     |                     |                     |                     |               |           |               |               |               |               |               |               |  |  |            |            |             |             |             |             |             |             |                  |                  |                  |                  |                    |                    |                    |                    |                    |                    |  |  |                              |                              |                              |                              |                              |                              |                 |                 |                        |                        |                        |                        |                        |                        |               |               |                      |                      |                      |                      |                      |                      |  |  |  |  |  |  |  |  |  |  |  |  |  |  |  |  |  |  |  |  |  |  |  |  |  |  |  |  |  |  |  |  |  |  |  |  |  |  |  |  |  |  |  |  |  |  |
|  |  | Muhammad Malla Khan | Muhammad Malla Khan | Muhammad Malla Khan | Muhammad Malla Khan | Muhammad Malla Khan | Muhammad Malla Khan |               |           | Atalik        | Atalik        | Atalik        | Atalik        | Atalik        | Atalik        |  |  | Shah Rukh  | Shah Rukh  | Shah Rukh   | Shah Rukh   | Shah Rukh   | Shah Rukh   |             |             |                  |                  |                  |                  | Madali Khan        | Madali Khan        | Madali Khan        | Madali Khan        | Madali Khan        | Madali Khan        |  |  | Sarimsak                     | Sarimsak                     | Sarimsak                     | Sarimsak                     | Sarimsak                     | Sarimsak                     |                 |                 | Muhammad Khudayar Khan | Muhammad Khudayar Khan | Muhammad Khudayar Khan | Muhammad Khudayar Khan | Muhammad Khudayar Khan | Muhammad Khudayar Khan |               |               | Muhammad Malla Khan  | Muhammad Malla Khan  | Muhammad Malla Khan  | Muhammad Malla Khan  | Muhammad Malla Khan  | Muhammad Malla Khan  |  |  |  |  |  |  |  |  |  |  |  |  |  |  |  |  |  |  |  |  |  |  |  |  |  |  |  |  |  |  |  |  |  |  |  |  |  |  |  |  |  |  |  |  |  |  |
|  |  | Muhammad Malla Khan | Muhammad Malla Khan | Muhammad Malla Khan | Muhammad Malla Khan | Muhammad Malla Khan | Muhammad Malla Khan |               |           | Atalik        | Atalik        | Atalik        | Atalik        | Atalik        | Atalik        |  |  | Shah Rukh  | Shah Rukh  | Shah Rukh   | Shah Rukh   | Shah Rukh   | Shah Rukh   |             |             |                  |                  |                  |                  | Madali Khan        | Madali Khan        | Madali Khan        | Madali Khan        | Madali Khan        | Madali Khan        |  |  | Sarimsak                     | Sarimsak                     | Sarimsak                     | Sarimsak                     | Sarimsak                     | Sarimsak                     |                 |                 | Muhammad Khudayar Khan | Muhammad Khudayar Khan | Muhammad Khudayar Khan | Muhammad Khudayar Khan | Muhammad Khudayar Khan | Muhammad Khudayar Khan |               |               | Muhammad Malla Khan  | Muhammad Malla Khan  | Muhammad Malla Khan  | Muhammad Malla Khan  | Muhammad Malla Khan  | Muhammad Malla Khan  |  |  |  |  |  |  |  |  |  |  |  |  |  |  |  |  |  |  |  |  |  |  |  |  |  |  |  |  |  |  |  |  |  |  |  |  |  |  |  |  |  |  |  |  |  |  |
|  |  | Pulad Beg           | Pulad Beg           | Pulad Beg           | Pulad Beg           | Pulad Beg           | Pulad Beg           |               |           |               |               |               |               |               |               |  |  |            |            |             |             |             |             |             |             |                  |                  |                  |                  |                    |                    |                    |                    |                    |                    |  |  | Shah Murad Khan              | Shah Murad Khan              | Shah Murad Khan              | Shah Murad Khan              | Shah Murad Khan              | Shah Murad Khan              |                 |                 | Nasrudin Khan          | Nasrudin Khan          | Nasrudin Khan          | Nasrudin Khan          | Nasrudin Khan          | Nasrudin Khan          |               |               | Muhammad Sultan Khan | Muhammad Sultan Khan | Muhammad Sultan Khan | Muhammad Sultan Khan | Muhammad Sultan Khan | Muhammad Sultan Khan |  |  |  |  |  |  |  |  |  |  |  |  |  |  |  |  |  |  |  |  |  |  |  |  |  |  |  |  |  |  |  |  |  |  |  |  |  |  |  |  |  |  |  |  |  |  |